# Cipriotas turcos

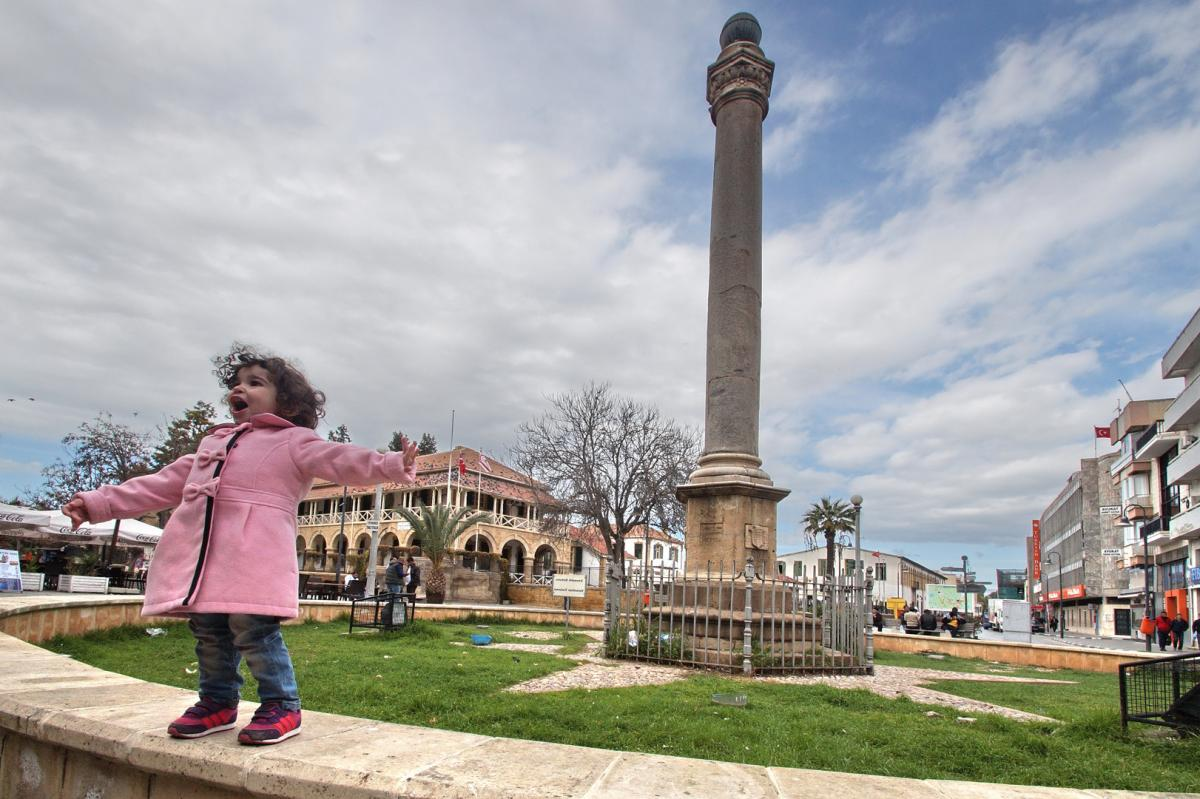
Menina cipriota turca na Praça Sarayönü, Nicósia do Norte

Cipriotas turcos (em turco: Kıbrıs Türkleri ou Kıbrıslı Türkler; em grego: Τουρκοκύπριοι) são os turcos étnicos e membros da comunidade etnolinguística de língua turca da ilha do Mediterrâneo Oriental de Chipre. O termo é usado para se referir explicitamente aos cipriotas turcos nativos, cujos antepassados turcos otomanos colonizaram a ilha em 1571. Cerca de 30 000 soldados turcos receberam terras, uma vez que se estabeleceram em Chipre,  que levou a uma significativa comunidade turca; os cipriotas turcos de hoje. Muitos cipriotas turcos vivem na parte norte da ilha, a República Turca de Chipre do Norte, mas também emigraram para o Reino Unido em uma grande diáspora.

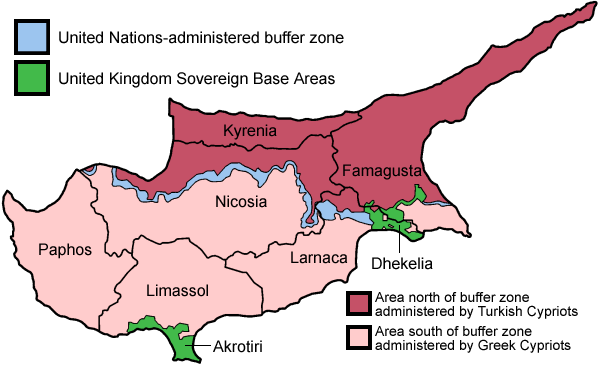
As zonas norte são administradas por cipriotas turcos